# 추악한 사냥꾼
추악한 사냥꾼(White Hunter Black Heart)은 미국에서 제작된 1990년 모험, 드라마 영화이다. Peter Viertel의 책 화이트 헌터 블랙 하트(White Hunter Black Heart)에 기반을 둔다. 클린트 이스트우드가 감독, 주연 출연, 제작에 모두 참여하였다.

## 출연

### 주연
- 클린트 이스트우드
- 제프 파헤이

### 조연
- 조지 던자

## 제작진
- 원작자: 피터 비에르텔
- 공동제작: 스탠리 루빈
- 미술: 존 그레이스마크
- 의상: 존 몰로